# Ceyreste
Ceyreste is een gemeente in het Franse departement Bouches-du-Rhône (regio Provence-Alpes-Côte d'Azur). De plaats maakt deel uit van het arrondissement Marseille. Ceyreste telde op 1 januari 2022 4.847 inwoners.

## Geografie
De oppervlakte van Ceyreste bedroeg op 1 januari 2022 22,61 vierkante kilometer; de bevolkingsdichtheid was toen 214,4 inwoners per km².
De onderstaande kaart toont de ligging van Ceyreste met de belangrijkste infrastructuur en aangrenzende gemeenten.

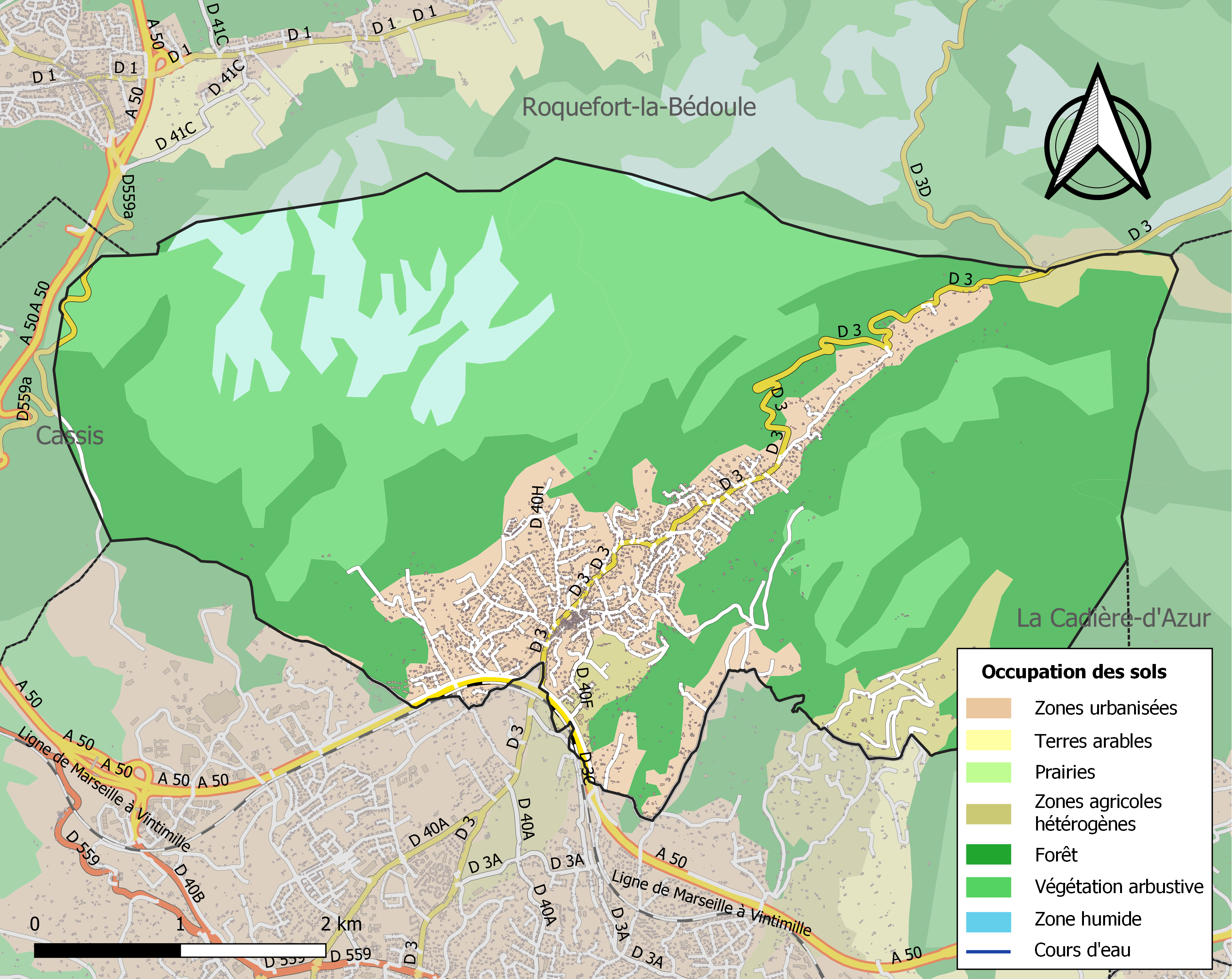

## Demografie
Onderstaande figuur toont het verloop van het inwonertal (bron: INSEE-tellingen).
Vanwege een beveiligingsprobleem met de MediaWiki Graph-software is het momenteel niet mogelijk deze grafiek weer te geven. Zodra de software is bijgewerkt zal de grafiek vanzelf weer zichtbaar worden.